# سونیا نف
سونیا نف (انگلیسی: Sonja Nef؛ زادهٔ ۱۹ آوریل ۱۹۷۲) اسکی‌باز آلپاین اهل سوئیس است.